# Suðurkjördæmi

Karta på Island med de sex valkretsarna markerade. Huvudstaden Reykjavik är delad i norr och söder.

Suðurkjördæmi är en av Islands sex valkretsar. Valkretsen, som har tio platser i det isländska alltinget, omfattar den södra delen av Island, utom de tre valkretsarna i och utanför huvudstaden Reykjavik.

## Politiker i Alltinget
| Nr | Namn                    | Parti                  |
| -- | ----------------------- | ---------------------- |
| 1  | Margrét Frímannsdóttir  | Samfylkingin           |
| 2  | Drífa Hjartardóttir     | Sjálfstæðisflokkurinn  |
| 3  | Guðni Ágústsson         | Framsóknarflokkurinn   |
| 4  | Lúðvík Bergvinsson      | Samfylkingin           |
| 5  | Guðjón Hjörleifsson     | Sjálfstæðisflokkurinn  |
| 6  | Hjálmar Árnason         | Framsóknarflokkurinn   |
| 7  | Björgvin G. Sigurðsson  | Samfylkingin           |
| 8  | Kjartan Ólafsson        | Sjálfstæðisflokkurinn  |
| 9  | Magnús Þór Hafsteinsson | Frjálslyndi flokkurinn |
| 10 | Jón Gunnarsson          | Samfylkingin           |